# Kfz-Kennzeichen (Irak)

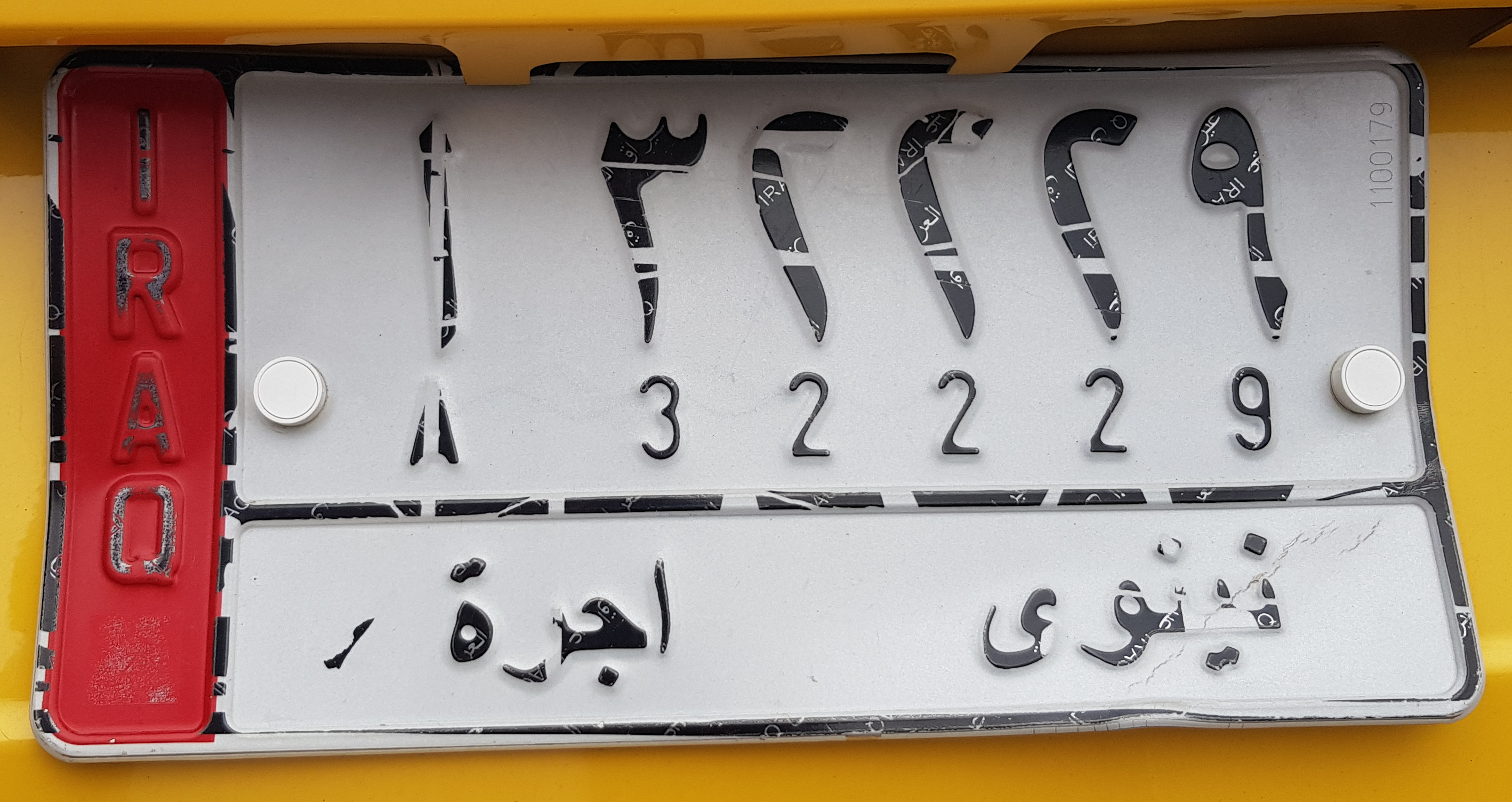
Irakisches Kfz-Kennzeichen

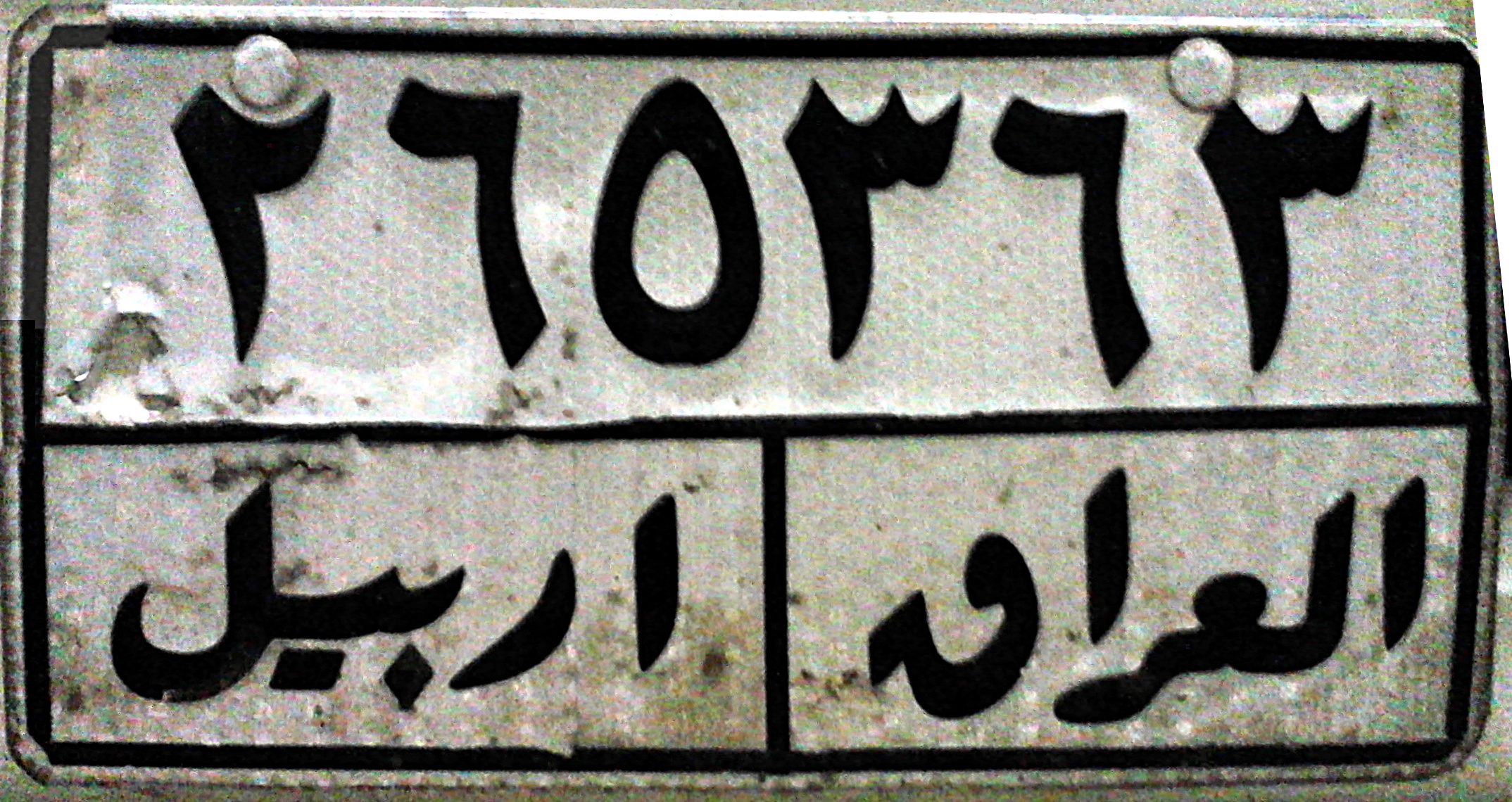
Kennzeichen der Autonomen Region Kurdistan (Gouvernement Erbil)

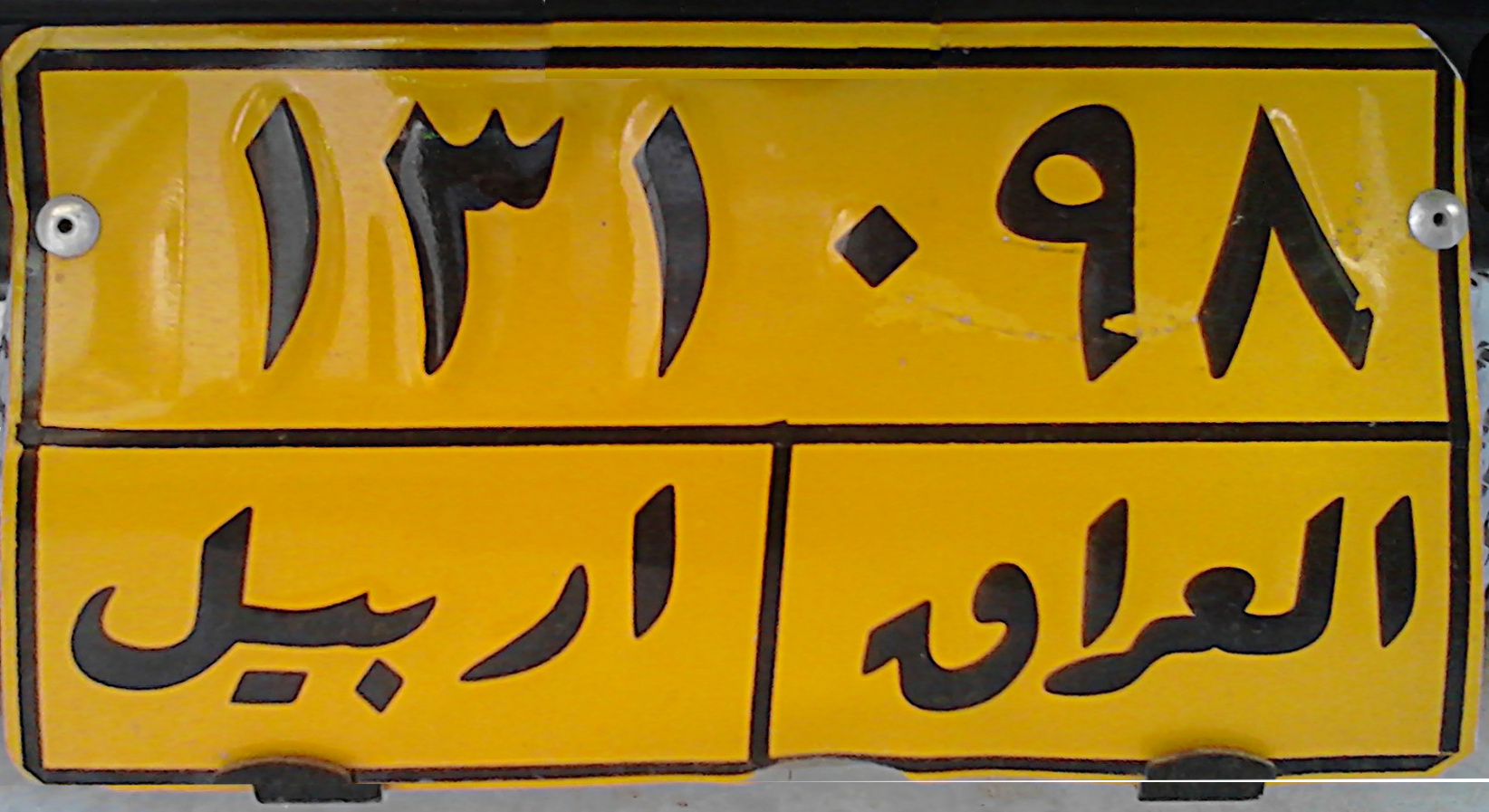
Kennzeichen der Autonomen Region Kurdistan (Gouvernement Erbil)

Die aktuellen irakischen Kfz-Kennzeichen wurden 2008 eingeführt. Die Schilder sind 335 × 155 mm groß, besitzen in der Regel schwarze Schrift auf weißem Hintergrund und sind dreigeteilt. Auf der linken Seite befindet sich in Großbuchstaben der Landesname in englischer Sprache („IRAQ“). Die Hintergrundfarbe dieses Feldes unterscheidet sich je nach Fahrzeugart. Bei Privatfahrzeugen ist der Untergrund weiß, bei Mietwagen oder Fahrzeugen zum (öffentlichen) Personentransport rot. Rechts befindet sich im unteren Feld der Name des Gouvernements und die Fahrzeugart auf Arabisch. Im rechten oberen Feld ist die eigentliche Registrierungsbezeichnung, bestehend aus einem Buchstaben und fünf Ziffern, enthalten. Sie wird sowohl in arabischen Schriftzeichen als auch in Latein dargestellt.
In der Autonomen Region Kurdistan werden Schilder verwendet, die 1988 für den gesamten Irak eingeführt wurden. Sie sind ebenfalls dreigeteilt und zeigen ausschließlich arabische Schriftzeichen. In der unteren Zeile befindet sich links der Name des Gouvernements und auf der rechten Seite der Landesname (arabisch العراق, DMG al-ʿIrāq). Die obere Zeile zeigt maximal sechs Ziffern. Auch hier werden je nach Fahrzeugverwendung verschiedene Hintergrundfarben verwendet. Im restlichen Irak wurde dieses Layout 2001 modifiziert. Die Kennzeichen wurden länger und die Angabe von Gouvernement und Landesname erschienen nun auf der linken Seite übereinander.
Kennzeichenarten seit 2008:
| Farbe  | Bild | Verwendung                         | Arabische Aufschrift |
| ------ | ---- | ---------------------------------- | -------------------- |
| Weiß   |      | Privatfahrzeuge                    | خصوصي                |
| Rot    |      | Mietwagen, Busse, Taxis            | اجرة                 |
| Blau   |      | Regierung ohne Gouvernement        | حكومية               |
| Gelb   |      | Handel, z. B. LKW, Traktoren etc.  | حمل                  |
| Orange |      | Zoll-Kennzeichen ohne Gouvernement | ادخال كمرکي مؤقت     |
| Grün   |      | Landwirtschaftl. Fahrzeuge         | زراعي                |

Kennzeichen in der Autonomen Region Kurdistan:
| Farbe               | Bild | Verwendung                        |
| ------------------- | ---- | --------------------------------- |
| Schwarz auf weiß    |      | Privatfahrzeuge                   |
| Weiß auf rot        |      | Mietwagen, Busse, Taxis           |
| Schwarz auf gelb    |      | Handel, z. B. LKW, Traktoren etc. |
| Weiß auf blau       |      | Strafverfolgung                   |
| Gold auf dunkelgrün |      | Militär                           |